# Autosalvage
Gli Autosalvage sono stati un gruppo musicale di rock psichedelico e sperimentale formatosi a New York nel 1967.

## Storia degli Autosavage
Composto da Tomas Donaher (voce, chitarra), Darius LaNoue Davenport (voce, tastiere, percussioni, strumenti medievali, Krummhorn, trombone, oboe, registratore), Rick Turner (chitarra, banjo) e Skip Boone (basso, chitarra, piano) fratello di Steve Boone dei Lovin' Spoonful, scioltosi subito dopo la pubblicazione del disco omonimo. Boone e Davenport si unirono ai Bear per la registrazione del loro unico album Greetings, Children of Paradise. Il gruppo fu scoperto da Frank Zappa, che colpito dallo loro stile improvvisativo e sperimentale, ne divenne fan. Fu uno dei pochi gruppi psichedelici di New York a raggiungere una certa fama nazionale.
Lo scrittore Lewis Shiner ricorda il suono del gruppo come sperimentale, in anticipo sui tempi e le loro liriche quasi profetiche, avanguardia della rivoluzione culturale che si stava svolgendo.

## Discografia

### Album studio
- 1968 - Autosalvage

### Singoli
- 1968 - Rampart Generalities/Parahighway